# Lebowski Publishers
Lebowski Publishers is een Nederlandse uitgeverij en onderdeel van de Overamstel uitgeversgroep. Jaarlijks worden zo'n 35 boeken uitgegeven met focus op Nederlandstalige en vertaalde literatuur, zowel literaire fictie, narratieve non-fictie als urban culture.

## Geschiedenis
In 2007 richtte Oscar van Gelderen de uitgeverij op als directe verwijzing naar de cultfilm The Big Lebowski. De uitgeverij speelde een belangrijke rol bij de herontdekking van John Edward Williams en zijn roman Stoner, die in Nederland in september 2012 werd uitgegeven. 
In 2013 gaf Lebowski Publishers samen met Uitgeverij Cossee het boek Het fantoom van Alexander Wolf van Gaito Gazdanov uit. In november 2014 herpubliceerde Lebowski samen met De Bezige Bij het volledige oeuvre van Jan Arends. Onder de naam Lebowski Achievers werd samen met platenlabel Top Notch werk van jonge debutanten uitgegeven. 
In november 2016 publiceerde Lebowski Judas, de familiekroniek van Astrid Holleeder die datzelfde jaar met 382.974 exemplaren het best verkochte boek van Nederland werd. In 2018 werd de bestseller ook uitgegeven in de Verenigde Staten, Frankrijk, Zweden, Denemarken, Polen, Rusland, Spanje, Italië, Canada, Afrika, Australië, Nieuw-Zeeland, Europa, India, Ierland, het Midden-Oosten en het Verenigd Koninkrijk.

## Auteurs (selectie)
- Niccolò Ammaniti
- Karolien Berkvens
- Roberto Bolaño
- Charles Bukowski
- Dave Eggers
- Arnon Grunberg
- Erik Jan Harmens
- Astrid Holleeder
- Roxane van Iperen
- Jilt Jorritsma
- Maan Leo
- Heleen van Royen
- David Sedaris
- Susan Smit
- Stijn de Vries
- Simon de Waal
- John Edward Williams